# King Osanga
King Moses Osanga est un footballeur nigérian né le 6 octobre 1990 à Jos. Il évolue au poste d'attaquant.

## Biographie
En 2010, il signe un contrat de 4 ans avec le club tunisien de l'Étoile sportive du Sahel.
En janvier 2012, il signe un contrat de 18 mois avec le FC Sochaux après un essai d'une semaine.

## Carrière
- Jan. 2005-2009 : Akwa UFC ( Nigeria)
- Jan. 2009-2010 : Heartland FC ( Nigeria)
- Jui. 2010-2014 : Étoile sportive Sahel ( Tunisie)
- Jan. 2011-Jui. 2011 : Al Nasr Benghazi ( Libye, Prêt)
- Jan. 2012-201. : FC Sochaux ( France)[1]

## Palmarès
- Vainqueur de la Coupe du monde des moins de 17 ans en 2007 avec le Nigeria
- Finaliste de la Ligue des champions de la CAF en 2009 avec l'Heartland FC
- Élu meilleur joueur du Championnat du Nigeria en 2009 (Pepsi MVP Award)